# Brauerei Zipf

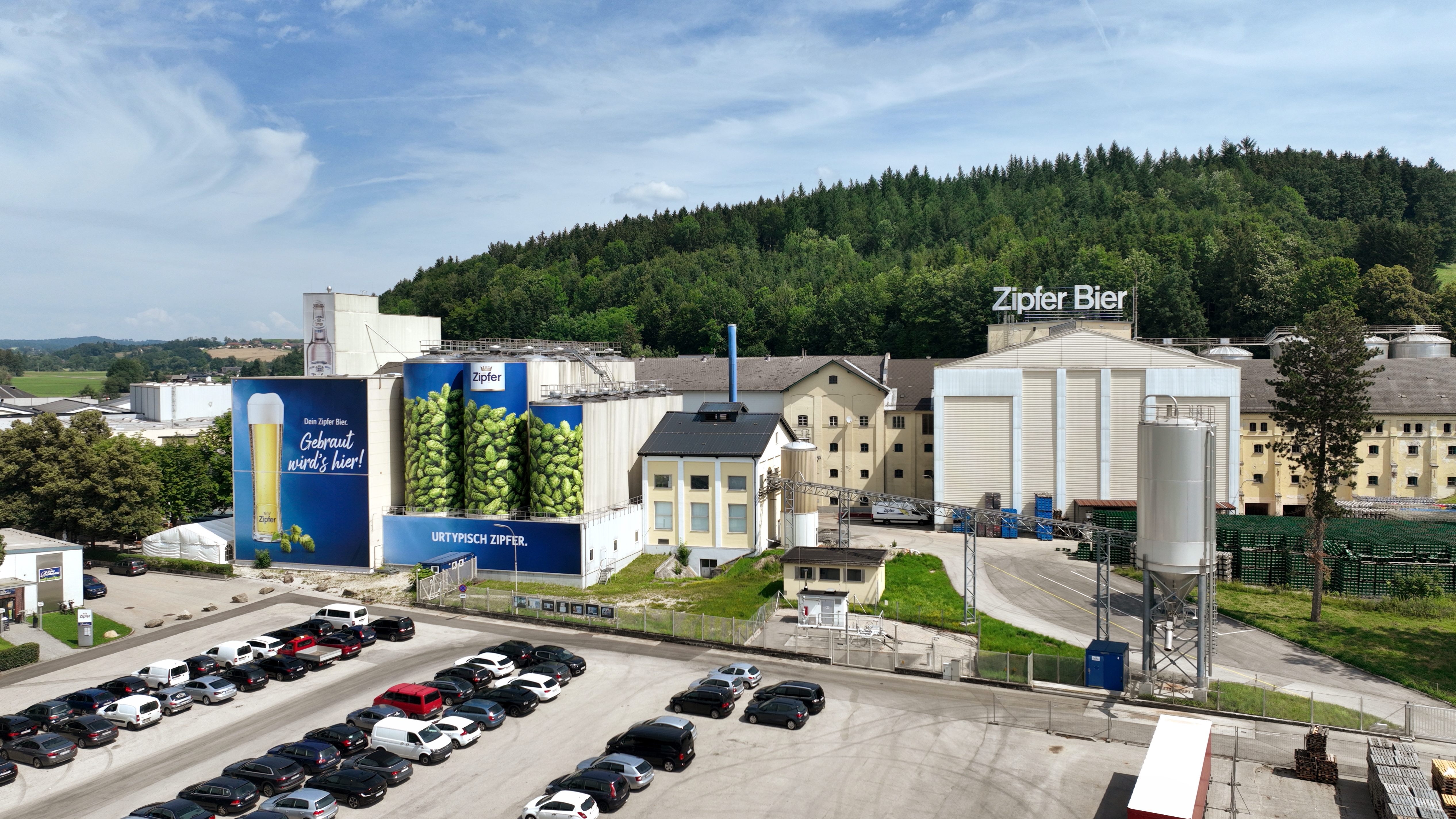
Teilansicht der Brauerei Zipf mit markanter Fassadenmalerei (2024)

Die Brauerei Zipf ist eine Brauerei in der oberösterreichischen Gemeinde Neukirchen an der Vöckla. Sie ist nach ihrer Lage im Ortsteil Zipf benannt und Teil der Brau Union Österreich AG, deren Aktienmehrheit im Besitz von Heineken ist.

## Geschichte

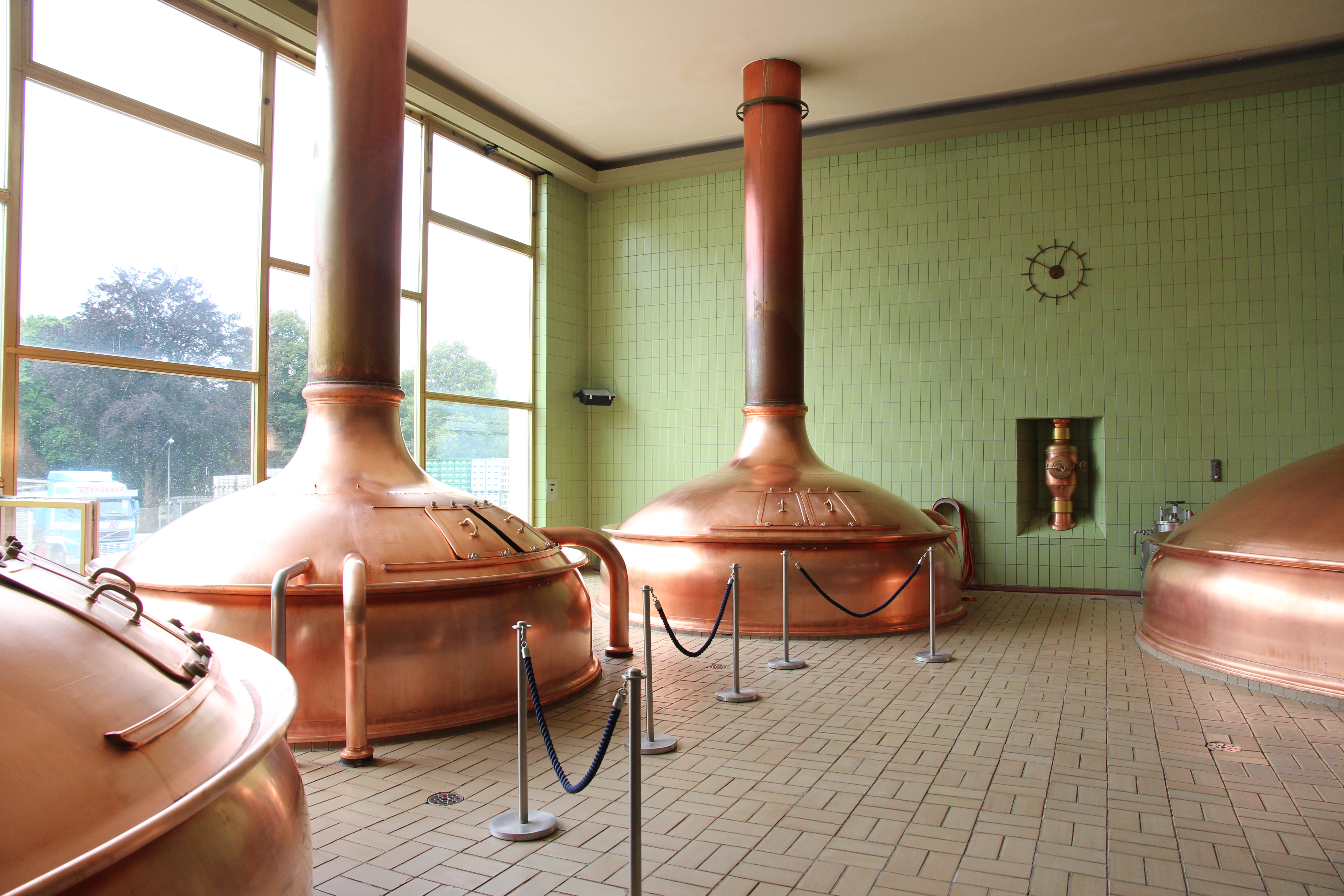
Sudhaus in der Brauerei Zipf

Im Jahr 1842 begann Friedrich Hofmann in einem kleinen Brauhaus mit angeschlossenem Wirtshaus im oberösterreichischen Zipf, sein eigenes Bier zu brauen und es an andere Wirtshäuser in der Umgebung zu verkaufen. Durch den Ausbau des Eisenbahnnetzes dehnten die städtischen Brauereien ihren Lieferbereich aufs Land aus. Finanzielle Schwierigkeiten und eine Zwangsversteigerung der Brauerei im Jahr 1858 waren die Folgen. Bei der Zwangsversteigerung am 20. Juli 1858 erstand der Wiener Bankier Franz Schaup das Brauereigelände für einen Kaufpreis von 19.500 Gulden. Dieser Tag gilt bis heute als offizielles Gründungsdatum. Als Teil der sogenannten Hofmannschen Realität wurde die kleine Brauerei von Schaup ausgebaut. Er ließ Keller in den Berg nördlich der Brauerei treiben und stattete Sudhaus und Mälzerei mit einer Dampfmaschine aus. Innerhalb von 5 Jahren schaffte es Schaup, den Ausstoß der Jahresmenge von 1.542 Hektoliter (hl) auf 14.206 Hektoliter zu steigern. Im Jahr 1864 vermachte Franz Schaup die Brauerei seinem Sohn Wilhelm Schaup. Noch vor der Jahrhundertwende baute er sein Erbe zu einer industriellen Brauerei aus. Dies zeichnete sich vor allem durch eine künstliche Kühlung, die Anbindung an die heutige Westbahn sowie die Einführung einer Betriebskrankenkasse und die Eröffnung des Betriebskrankenhauses aus. Nach seinem Tod 1899 hinterließ Wilhelm Schaup eine modern eingerichtete Brauerei mit 120.000 hl Jahresausstoß. Die Geschäftsführung ging auf seine beiden Schwiegersöhne Richard Kretz und Max Limbeck-Lilienau über.

### Die Auswirkung des Ersten Weltkriegs
Der Aufstieg des Unternehmens wurde durch den Ersten Weltkrieg schlagartig unterbrochen. Im Jahr 1917 wurde bei einem Ausstoß von nur 14.000 hl ein Tiefpunkt erreicht. Die Geldentwertung machte es erforderlich, das Unternehmen am 1. Jänner 1921 in eine Aktiengesellschaft – die „Brauerei Zipf AG vormals Wilhelm Schaup“ – umzuwandeln. Als finanzstarke Partner wurden die Vorläuferbank der heutigen Creditanstalt sowie die Brauerei Göss hinzugenommen. Zusammen hielten sie 45 % des Aktienkapitals. Die restlichen 55 % blieben in Familienbesitz. Für die Leitung des Unternehmens war nun ein Verwaltungsrat zuständig, der stark unter dem Einfluss der Partner stand. Durch den Börsenkrach von 1929 ging die Minderheitsbeteiligung der Creditanstalt an die Continentale Gesellschaft für Bank- und Industriewerte in Basel über, bis sie letztendlich im Jahr 1935 von der Braubank AG übernommen wurde.

### Die Zeit des Nationalsozialismus
Zwar führte der Anschluss an das Deutsche Reich zunächst zu einer Phase des Aufschwungs, doch bereits ab dem Jahr 1940/41 war auch das Brauwesen von der Lenkung der Rohstoffversorgung betroffen. Schon bald war eine mengenmäßig genügende Versorgung nur durch eine Verringerung der Stammwürze möglich. 1943 wurden die unterirdischen Kelleranlagen der Brauerei, Betriebseinrichtungen und Werkstätten für die Errichtung des KZ-Nebenlagers Redl-Zipf beschlagnahmt. Die Lagerhäftlinge arbeiteten am Bau von Triebwerken der V2-Rakete. Im letzten Kriegsjahr kam es dann letztendlich zum völligen Stillstand der Brauerei.

### Wiederaufbau nach Kriegsende
Nach Ende des Zweiten Weltkriegs übernahm Fritz Kretz – Ur-Enkel des Brauereigründers – zunächst alleine die Leitung der stillgelegten Brauerei und braute im Februar 1946 das erste Zipfer Nachkriegs-Bier. Mitte der 1950er Jahre legte Kretz mit seinem Neffen Gottfried Nüchtern die Grundsteine für den Aufstieg von 0 produzierten Hektolitern im Jahr 1945 auf beinahe 1.000.000 hl Mitte der 1990er Jahre. Ausschlaggebend für diese Entwicklung war die frühzeitige Ausrichtung auf die Herstellung von Spezialbieren – vom „Zipfer Spezial“ führte der Weg so über das „Zipfer Urhell“ zum „Zipfer Urtyp“.

### Fusion mit der Österreichischen Brau AG
Am 1. Jänner 1970 kam es zur Fusion der Brauerei Zipf mit der Brau AG. Seit 1993 ist die Österreichische Brau AG, gemeinsam mit der Steirerbrau und anderen ausländischen Schwesterngesellschaften, gleichberechtigtes Tochterunternehmen der Brau-Union. Nach einem Beschluss im Frühjahr 1997 verschmolzen die Gesellschaften Österreichische Brau AG und Steirerbrau am 1. Jänner 1998 zur Brau Union Österreich.

### Zusammenschluss mit der Heineken-Gruppe
2003 fusionierte der internationale Konzern Heineken mit dem österreichischen Marktführer Brau Union. Die Heineken-Gruppe, zu der weltweit mehr als 100 Biermarken gehören, hat seitdem die Aktienmehrheit an einigen der bekanntesten österreichischen Biermarken, darunter auch Zipfer. Zum Unternehmensleitfaden des zweitgrößten Brauereikonzerns gehört es, die Braustätten, Rohstoffe und Bierrezepte unangetastet zu lassen. Der Einfluss des Mehrheitseigentümers zeigt sich vorwiegend in Marketing- und Kommunikationsmaßnahmen. Nachdem die Marke Zipfer seit 1979 durchgehend von der Agentur Saatchi & Saatchi betreut worden war, sicherte sich Ende 2005 die in Wien ansässige Agentur FCB Kobza den Zipfer-Etat.

## Produkte
| Sorte              | Alkoholgehalt | Stammwürze | Gebinde                                                              |
| ------------------ | ------------- | ---------- | -------------------------------------------------------------------- |
| HELL alkoholfrei   | <0,5 Vol.-%   | 6,8°       | 0,5 l Mehrweg-Flasche 0,33 l Einweg-Flasche                          |
| Kellerbier         | 5,4 Vol.-%    | 12,2°      |                                                                      |
| Märzen             | 5,0 Vol.-%    | 11,8°      | 0,5 l Mehrweg-Flasche 0,33 l Einweg-Flasche 0,5 l Dose 0,33 l Dose   |
| Urtyp              | 5,4 Vol.-%    | 12,2°      | 0,5 l Mehrweg-Flasche 0,33 l Einweg-Flasche 0,5 l Dose 2 l Torp-Fass |
| DREI               | 3,0 Vol.-%    | 9,7°       | 0,5 l Mehrweg-Flasche 0,33 l Einweg-Flasche 0,5 l Dose               |
| Limetten Radler    | 2,0 Vol.-%    | 9,6°       | 0,5 l Mehrweg-Flasche 0,33 l Einweg-Flasche 0,5 l Dose               |
| HOPS Zitrone       | 0,0 Vol.-%    | 5,2°       | 0,33 l Einweg-Flasche 0,5 l Dose                                     |
| HOPS Maracujá      | 0,0 Vol.-%    | 5,2°       | 0,33 l Einweg-Flasche 0,5 l Dose                                     |
| HOPS Bitter Orange | 0,0 Vol.-%    | 5,5°       | 0,33 l Einweg-Flasche 0,5 l Dose                                     |
| Sparkling          | 5,2 Vol.-%    | 11,5°      | 0,25 l Einweg-Flasche                                                |
| Pils               | 5,2 Vol.-%    | 11,8°      | 0,33 l Mehrweg-Flasche                                               |
| Josefibock         | 7,1 Vol.-%    | 16,2°      | 0,5 l Mehrweg-Flasche                                                |
| Stefanibock        | 7,1 Vol.-%    | 16,2°      | 0,5 l Mehrweg-Flasche                                                |
| Doppelgold         | 5,7 Vol.-%    | 12,8°      |                                                                      |

## Sponsoring
Zipfer ist im Bereich des Sport- und Musiksponsorings aktiv. Unter anderem ist die Brauerei Zipf seit der Saison 2016/17 Hauptsponsor des Linzer ASK (LASK).

## Das Brauereigelände

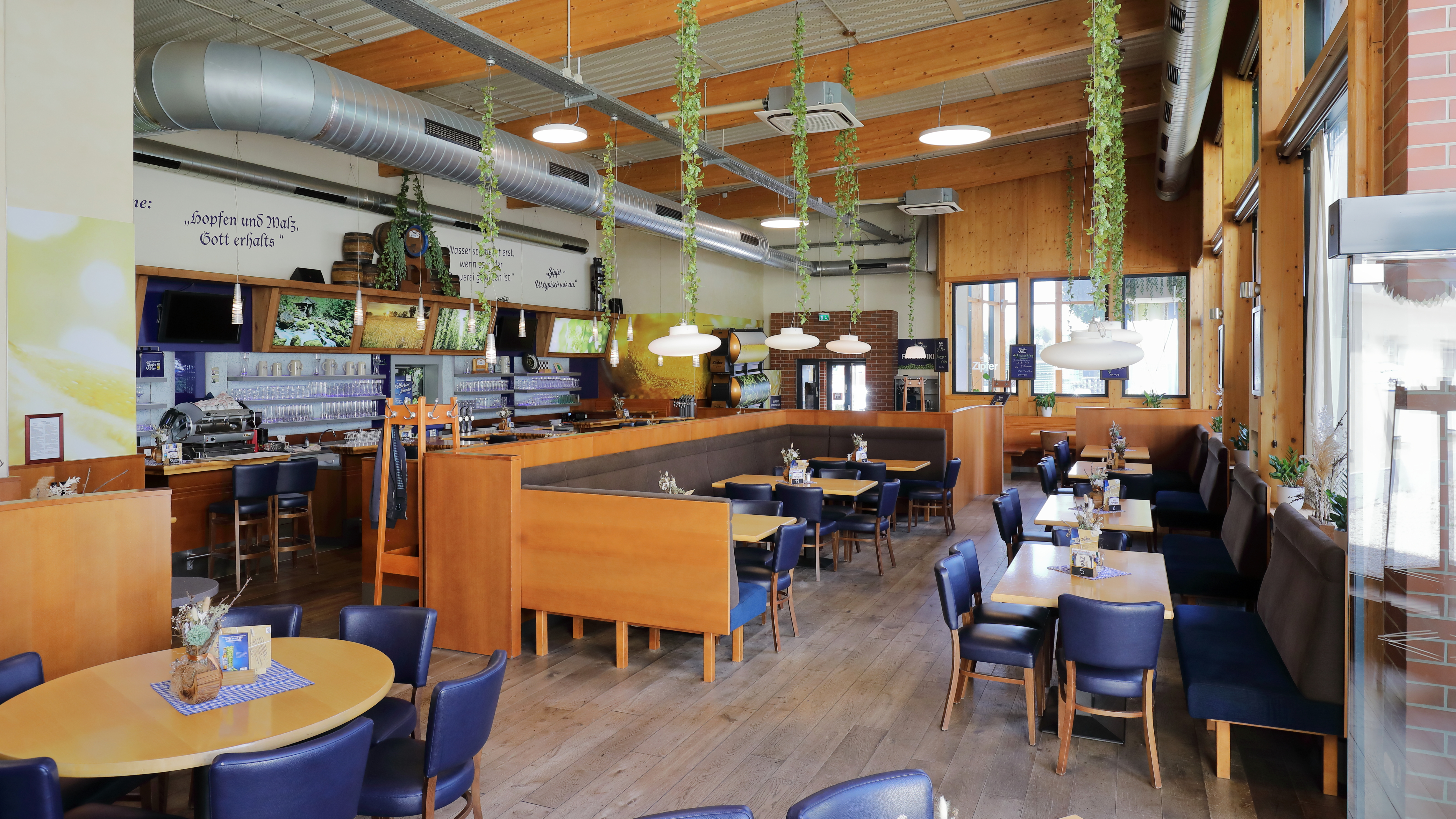
Innenansicht des Brauhaus Zipf

### Brauhaus und Brauereiführung
Zur Brauerei gehört ein Brauhaus, in dem Besucher die verschiedenen Biersorten kosten können. Im Zeitraum von Jänner bis November werden Führungen durch die Brauerei angeboten.

### Brauereimusik Zipf
Auf dem Brauereigelände befindet sich das Vereinsheim der Musikkapelle „Zipfer Brauereimusik“. Der Verein besteht seit 1919.

### ZipfAir
Von 2013 bis 2022 veranstaltete Zipfer auf dem Brauereigelände jährlich ein Open-Air-Festival.

## Belege
1. ↑  FCB Kobza schnappt sich den Zipfer-Etat, abgerufen am 8. Oktober 2024
2. ↑  Zipfer und der LASK verlängern Partnerschaft. In: Marketing & Media. MediaNet, 18. Juli 2018. Auf MediaNet.at, abgerufen am 27. Oktober 2024.

Koordinaten: 48° 2′ 14,9″ N, 13° 30′ 14,8″ O